# George L. Cobb

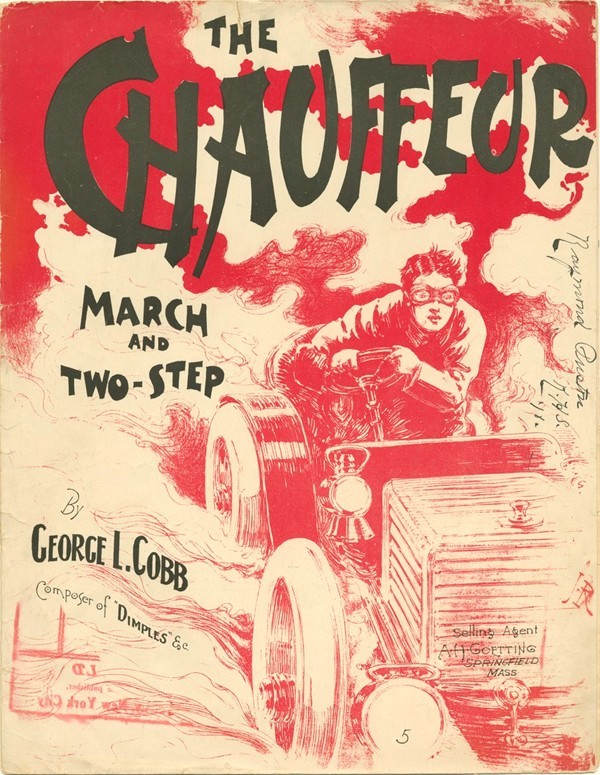

George Linus Cobb (* 31. August 1886 in Mexico, New York; † 25. Dezember 1942 in Mexico, New York) war ein US-amerikanischer Komponist. 

## Werdegang
Als Sohn des Geschäftsmanns Linus B. Cobb und dessen Frau Jeannette wuchs George L. Cobb in den bürgerlichen Verhältnissen einer Kleinstadt des US-Staates New York auf, bevor er von 1904 bis 1908 an der School of Harmonie and Composition der Syracuse University eine musikalische Ausbildung erhielt. Aus dieser Zeit stammen erste Kompositionen.
Cobb schrieb in seiner Hauptschaffenszeit zwischen 1909 und 1927 vor allem Ragtime, Blues, Walzer und Märsche. Bekannt wurde er mit dem 1918 entstandenen Russian Rag. Diese Klavierkomposition verarbeitet das Hauptmotiv des Cis-Moll-Prélude aus den Morceaux de fantaisie von Sergei Rachmaninow.